# Kepler-15
Kepler-15 là một ngôi sao dãy chính loại G có khối lượng 1.018 M☉. Nó còn được gọi là KOI-128, hoặc KIC 11359879.